# Jaap Bos
Jaap Bos (Emmen, 19 januari 1953) is een voormalig Nederlands voetballer. De aanvaller kwam uit voor FC Groningen, FC Twente en SC Cambuur.

## Loopbaan
De van FC Emmen afkomstige Bos maakte in het seizoen 1970/71 op 17-jarige leeftijd zijn profdebuut voor het Groningse GVAV, dat op dat moment in de Eerste divisie uitkwam. Toen deze club een jaar later opging in FC Groningen, bleef Bos hier voetballen. In 1972 maakte hij zijn debuut voor Jong Oranje. Bos werd langzamerhand een vaste waarde in het team van Groningen en scoorde als rechterspits regelmatig. In 1974 werd hij voor 375.000 gulden getransfereerd naar FC Twente. Voor zijn nieuwe werkgever liet hij zich meteen van zijn beste kant zien, door op 8 september 1974 vier keer te scoren in een thuiswedstrijd tegen Haarlem. Ook scoorde hij een snelle 1-0 in het Europa Cup-duel tegen Ipswich Town. Vlak na dat doelpunt viel hij echter uit met een enkelblessure, waardoor hij maandenlang aan de kant stond. Met FC Twente stond hij in seizoen 1974/75 in de finale van de UEFA Cup. Tot in 1975 kwam Bos uit voor Jong Oranje.
In zijn eerste seizoenen in Enschede was Bos geregeld geblesseerd. Op 3 december 1976 raakte hij lichtgewond bij een auto-ongeluk, waarbij twee vrienden van hem om het leven kwamen. Vanwege een meniscusoperatie kwam hij in dat seizoen slechts vijf keer in actie in de competitie. Na langdurig blessureleed maakte hij zijn rentree in augustus 1977 in de Intertotocompetitie. Tegen Standard Luik scoorde hij drie doelpunten. Vanaf dat seizoen speelde hij regelmatig. In totaal zou hij in ruim acht seizoenen tot 199 competitiewedstrijden en 21 Europa Cupduels komen. In oktober 1982, kort na het begin van zijn negende seizoen in Enschede, vertrok hij naar Cambuur.
Bos was begonnen als rechterspits, kwam bij Twente op het middenveld te spelen en werd bij Cambuur als vrije verdediger opgesteld. Tevens was hij aanvoerder bij de Leeuwarder ploeg. Na het seizoen 1984/85 vertrok hij naar hoofdklasser Hubert Sneek, waar hij als speler en jeugdtrainer aan verbonden was. Bos werkte vijftien seizoenen als trainer in het amateurvoetbal. Daarna was hij belastingadviseur in Emmen.

## Statistieken
Aantal gespeelde wedstrijden en gescoorde doelpunten in de competitie.
| Seizoen | Club         | Competitie     | Wed. | Dlp. |
| ------- | ------------ | -------------- | ---- | ---- |
| 1970/71 | GVAV         | Eerste divisie |      |      |
| 1971/72 | FC Groningen | Eredivisie     | 32   | 2    |
| 1972/73 | FC Groningen | Eredivisie     | 32   | 3    |
| 1973/74 | FC Groningen | Eredivisie     | 29   | 5    |
| 1974/75 | FC Twente    | Eredivisie     | 12   | 4    |
| 1975/76 | FC Twente    | Eredivisie     | 24   | 2    |
| 1976/77 | FC Twente    | Eredivisie     | 5    | 1    |
| 1977/78 | FC Twente    | Eredivisie     | 30   | 2    |
| 1978/79 | FC Twente    | Eredivisie     | 30   | 6    |
| 1979/80 | FC Twente    | Eredivisie     | 34   | 5    |
| 1980/81 | FC Twente    | Eredivisie     | 25   | 7    |
| 1981/82 | FC Twente    | Eredivisie     | 31   | 1    |
| 1982/83 | FC Twente    | Eredivisie     | 8    | 0    |
| 1982/83 | SC Cambuur   | Eerste divisie |      |      |
| 1983/84 | SC Cambuur   | Eerste divisie |      |      |
| 1984/85 | SC Cambuur   | Eerste divisie |      |      |